# Hugo Distler

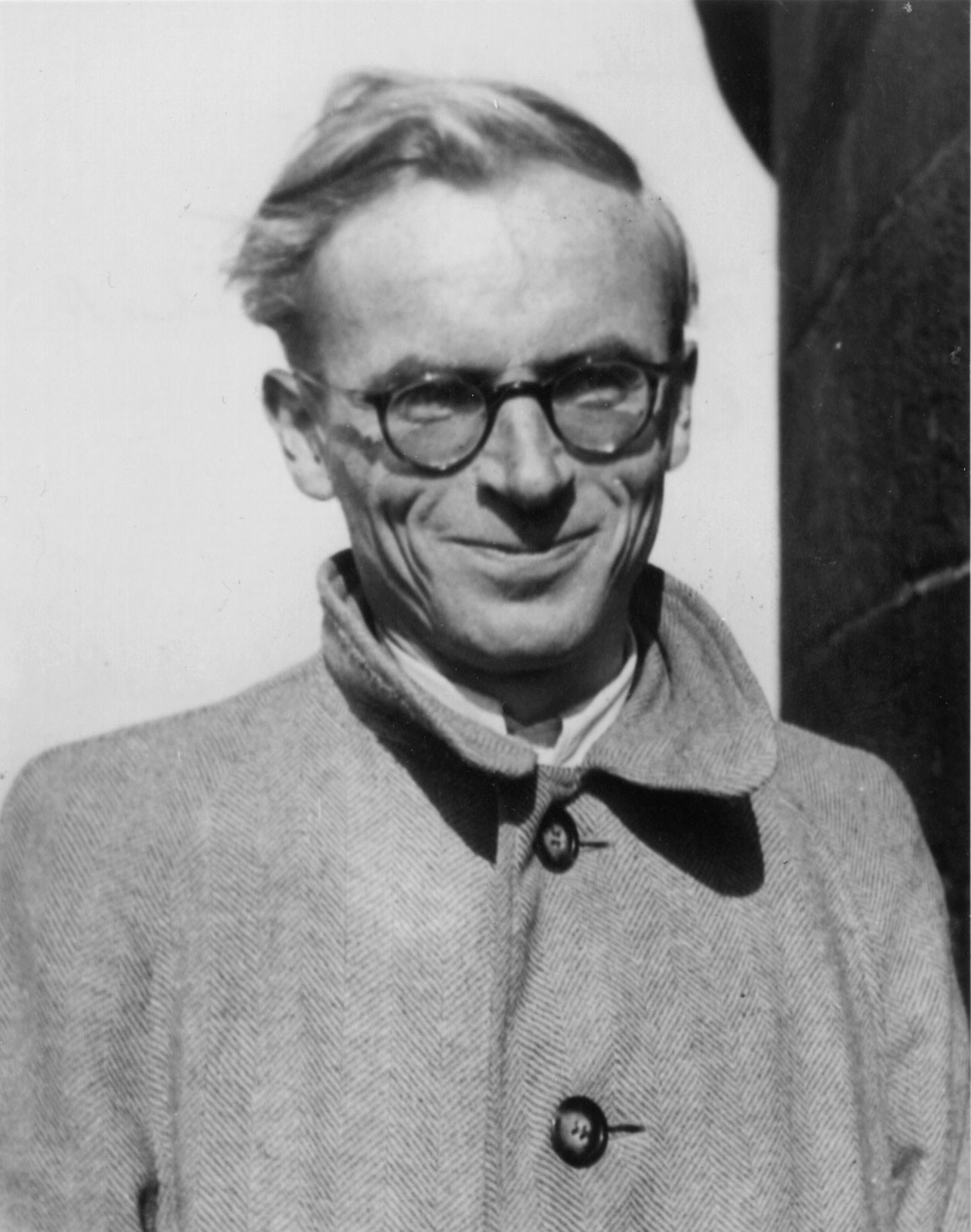
Hugo Distler, 1941

Hugo Distler (* 24. Juni 1908 in Nürnberg; † 1. November 1942 in Berlin) war ein deutscher Komponist und evangelischer Kirchenmusiker. Er gilt als der bedeutendste Vertreter der Erneuerungsbewegung der evangelischen Kirchenmusik nach 1920.

## Leben

### Kindheit und Jugend
Hugo Distler wurde 1908 in Nürnberg als unehelicher Sohn der Modistin Helene Distler und des Maschinenbauingenieurs August Louis Gotthilf Roth geboren. Der Vorname des Kindes geht zurück auf Hugo Herz, den 1925 in die USA emigrierten Halbbruder von Hugos Mutter. 1912 verließ Helene Distler ihren vierjährigen Sohn und wanderte mit ihrem späteren Mann, dem amerikanischen Spielwareneinkäufer Anthony Meter, in die USA aus.
Vom Moment der Trennung bis zu seinem elften Lebensjahr lebte das Kind unter der Obhut seiner Großeltern Kunigunda Herz, verwitwete Distler, und ihres zweiten Ehemannes, des aus Cadolzburg bei Fürth stammenden Viehhändlers Johann Michael Herz. Dieser betrieb in Nürnberg zwei Metzgereien. Auf den Rat von Hugos erster Lehrerin kauften die Großeltern ein Klavier für ihren Enkel und sorgten dafür, dass er mit sieben Jahren seinen ersten Klavierunterricht bei Elisabeth Weidmann bekam. Später ermöglichten sie ihm den Besuch des Reform-Realgymnasiums in der Vorderen Landauergasse.
1919 tauchte Hugo Distlers Mutter wieder in Nürnberg auf, nach dem Tod ihres Mannes nun in Begleitung ihres in Amerika geborenen Sohnes Anthony. Sie lebte eine Zeitlang mit ihren beiden Söhnen zusammen. Hugo Distler hatte Sympathie für seinen stillen Halbbruder, litt jedoch unter den täglichen Zurücksetzungen durch seine Mutter, die aus der Vorliebe für ihren jüngeren Sohn kein Hehl machte. 1923 trennte sie sich endgültig von Hugo und zog mit Anthony (jetzt Anton genannt) in einen anderen Stadtteil Nürnbergs. Hugo Distler lebte von nun an wieder bei seinen inzwischen durch die Inflation verarmten Großeltern. Als Kunigunda Herz 1925 starb, gerieten Großvater und Enkel in bedrückende Armut.
Aus Geldnot musste Hugo Distler sich nun in der Nürnberger Privatmusikschule von Carl Dupont abmelden, bei dem er bis dahin Klavierunterricht erhalten hatte. Er bewarb sich beim städtischen Konservatorium in Nürnberg um einen Stipendiumsplatz, wurde aber zweimal abgewiesen. Carl Dupont griff rettend ein und unterrichtete von da an seinen Schüler unentgeltlich.

### Studium und erste Anstellung als Organist
Nach dem Abitur im Frühjahr 1927 bewarb sich Hugo Distler am Leipziger Konservatorium und bestand die Aufnahmeprüfung mit Auszeichnung. Er studierte u. a. bei Hermann Grabner (Komposition) und beim späteren Thomaskantor Günther Ramin (Orgel). 1930 starb Hugo Distlers Großvater, der trotz eigener Armut das Musikstudium seines Enkels finanziert hatte. Distler musste sein Studium vorzeitig abbrechen und sich eine Arbeit suchen. Infolge der Weltwirtschaftskrise lag die Zahl der Arbeitslosen in Deutschland 1930 bei 15,7 Prozent; 1931 kletterte sie auf 23,9 Prozent, was die Suche Hugo Distlers nach einem Arbeitsplatz erschwerte. Günther Ramin vermittelte ihm schließlich eine Organistenstelle an der Lübecker Jakobikirche, wo Distler am 1. Januar 1931 seinen Dienst antrat.
Inspiriert durch Axel Werner Kühl, Pastor an St. Jakobi und engagierter Streiter für die Anliegen der Liturgischen Bewegung, komponierte Distler 1931/32 seinen Jahrkreis op. 5, eine Sammlung von 52 kleinen geistlichen Chormusiken. Im Herbst 1931 vollendete er seine Deutsche Choralmesse, die der Lübecker Sing- und Spielkreis unter der Leitung von Bruno Grusnick am 4. Oktober 1931 zur Uraufführung brachte. 1932 folgten seine Choralpassion op. 7, seine Kleine Adventsmusik op. 4 und seine Orgelpartita Nun komm, der Heiden Heiland op. 8,1. In Lübeck entstand der größte Teil seiner Geistlichen Chormusik op. 12. Dort lernte er seine spätere Frau Waltraut Thienhaus (1911–1998) kennen, die Schwester von Erich Thienhaus. Aus der Ehe gingen drei Kinder hervor.

### Während des Nationalsozialismus
Am 30. Januar 1933, dem Tag der „Machtergreifung“, kündigte Hugo Distler seine Stelle an St. Jakobi, ohne schon einen neuen Arbeitsvertrag zu haben. Später musste er seine Kündigung zurückziehen, weil er die Kündigungsfrist nicht eingehalten hatte.
Im Oktober 1933 wurde Hugo Distler als Dozent an das neugegründete Lübecker Staatskonservatorium berufen. Seit Mai 1933 hatte er sich für die Errichtung eines eigenen Kirchenmusikalischen Instituts im Rahmen dieses Konservatoriums eingesetzt und war deshalb in Dauerkonflikt mit dem zuständigen Staatskommissar und ehemaligen Pfarrer der Deutschen Christen Ulrich Burgstaller geraten. Dieser Konflikt war Teil des Machtkampfes in Lübeck zwischen den „Deutschen Christen“ und der „Bekennenden Kirche“, wo auf beiden Seiten NSDAP-Mitglieder engagiert waren. „Es war in Wirklichkeit eine lithurgische, ästhetische und musikpraktische Auseinandersetzung über die Frage, welche Art von Kirchenmusik diesem Staat angemessen ist.“
Dennoch konnte Distler seine Ziele erreichen und am 28. Juli 1933 seinem Freund Konrad Ameln schreiben: „Ich bleibe nun doch in Lübeck, hoffe aber die Spandauer Tätigkeit mit der hiesigen zu vereinigen: meine (bisher nebenamtlich dotierte) Organistenstelle an St. Jacobi wurde zum Hauptamt umgestaltet; außerdem wurde mir die Leitung des neugegründeten Kirchenmusikalischen Instituts an dem am 1. Oktober eröffneten Lübecker Staatskonservatoriums endgültig übertragen.“
Noch 1933 veröffentlichte Distler seine Kantate An die Natur. Die Uraufführung anlässlich des ersten Musikfestes des „Kampfbunds für deutsche Kultur“ fand in Bad Pyrmont am 16./17. August 1933 statt. Wegen dieser Komposition, für die Distler auch die Textautorenschaft für sich als „einzigen schriftstellerischen Versuch“ in Anspruch nahm, kam es zu einer Auseinandersetzung mit seinem Freund Konrad Ameln, der dem Text der Kantate unter anderem pantheistische Züge vorwirft. Distler antwortete am 20. Dezember 1935:
„Ich bin mir indessen klar, dass Ihr Vorwurf von einer ganz bestimmten Seite aus gesehen irgendwie Berechtigung hat, nur stehe ich nicht auf dieser Seite. Sie werden mir z. B. dann nicht gestatten, etwa von einer ‚angebeteten Geliebten‘ zu sprechen. Das müssen Sie schon als ‚Gotteslästerung‘ empfinden, viel mehr noch wenn ich, nun, sagen wir: vom ‚ewigen‘ Deutschland spreche“.
Im April 1934 unterbrach er die Arbeit an seinen geistlichen Kompositionen, darunter dem „Totentanz“, um innerhalb von drei Wochen die Auftragsmusik zu einer weltlichen Thingspiel-Kantate Ewiges Deutschland über vaterländische Texte des Dichters Wolfram Brockmeier – Leiter der Lyrikabteilung der Reichsschrifttumskammer – zu schreiben, worüber er seinem Schwager Erich Thienhaus berichtete:
„Ich muß [bis] Mitte Mai die Musik zu einem politischen Festakt schreiben […] Ich sitze und schwitze an der riesigen Arbeit: 20 Nummern in weniger als vier Wochen, darunter eine Ouvertüre für großes Orchester […], ein Finale für Chor und Orchester […], 5 a cappella Chöre, 8 Tänze, 4 Melodramen und ein Orgelstück.“
Textprobe aus Lied Nr. 31 der Kantate (Prieberg S. 1263):
„York stand, ein brausender Glutstrom, gepreßt in soldatische Zucht, Arndt, wie ein Eichbaum bebend in des Redestroms schüttelnder Wucht. Bismarck, Blitze entsendend unter gewittrigem Braun. Fichte, mit glühender Zunge, wie läuterndes Feuer zu schaun. Moltke, Schill, Zieten, Scharnhorst, Jahn, Gneisenau, Blücher und Stein. Groß ragten vor brennenden Himmeln unabsehbare Reihn. Aufscholl dann Kommando, das Volk sah mit Schauern: Auseinander rissen die stehenden Mauern ....“
Waltraut Distler berichtete ihrem Bruder Erich Thienhaus über die Aufführung am 25. Mai 1934 im Lübecker Stadttheater: „Die Theateraufführung wurde neulich überall gut beurteilt, jedenfalls die Musik. Über die Regie ist das Publikum getrennter Meinung. Brockmeier macht keinen sympathischen Eindruck, er hat übrigens 100 RM!!! bekommen für sein Herkommen. Hugo nichts für alle seine Arbeit.“
Hugo Distler veröffentlichte die Komposition nicht und versah sie mit keiner Opuszahl, sondern verwendete sie als Rohmaterial für spätere Arbeiten.
Im März 1933 fand im Berliner Dom die Uraufführung von Distlers Choralpassion op. 7 statt; im selben Jahr komponierte Distler seine Weihnachtsgeschichte op. 10 (Uraufführung im Dezember 1933 in Köln) und widmete sie dem „Volk, so im Finstern wandelt“ (so beginnt der große Eingangschor der Weihnachtsgeschichte). Im April 1935 wurde Distlers Cembalokonzert op. 14 in Hamburg uraufgeführt und von einigen Kritikern gefeiert, von anderen als „kulturbolschewistisch“ gebrandmarkt.
Im Dezember 1936 wurde von NS-Seite versucht, die Aufführung der Weihnachtsgeschichte in St. Jakobi zu verhindern. Die Gestapo trieb eine Straßenversammlung lutherischer Christen auseinander und Distlers Kompositionsschüler Jan Bender wurde verhaftet. Distler verließ daraufhin Lübeck fluchtartig und trat zum 1. April 1937 eine Stelle als Lehrer für Musiktheorie, Formenlehre und Chorleitung an der Stuttgarter Hochschule für Musik an; er übernahm zusätzlich die Leitung des Hochschulchors und der Hochschulkantorei.
Distlers Hoffnung auf ein ungestörtes Arbeiten in Stuttgart erfüllte sich nicht: die NS-Studentenschaft griff sein kirchenmusikalisches Schaffen an. Distler besuchte 1937 die Stuttgarter Erstaufführung von Carl Orffs Carmina Burana und führte bald darauf mit der neugegründeten Esslinger Singakademie Monteverdis Orfeo in der Bearbeitung von Carl Orff auf. Ohne Genehmigung der NS-Kulturgemeinde sang dieser Chor unter Distlers Leitung wenig später Bachs Johannes-Passion in der Esslinger Stadtkirche. Dies hatte die Auflösung der Singakademie zur Folge. (Distler beim Abschiedsabend mit den Sängern: „Es muss Ihnen das Glück genügen, diese Werke mitgesungen zu haben.“) Distler veröffentlichte von nun an nur noch „weltliche“ Instrumental- und Chormusik; erst 1942 erschienen die beiden letzten großen Motetten aus seiner Geistlichen Chormusik op. 12.
Zwischen 1936 und 1938 komponierte Hugo Distler sein Neues Chorliederbuch op. 16, eine umfangreiche Sammlung von Chorsätzen für gemischten Chor a cappella zu den Themenkreisen Kalendersprüche, Minnelieder, Bauernlieder und Fröhliche Lieder. Die stimmungsvollen und hoch expressiven Chorsätze zeugen von Distlers „unbändiger, vitaler Inspiration“ (Lemmermann), erreichten jedoch in damaliger Zeit keine Popularität (Heinz Grunow: Erinnerungen an Hugo Distler). Neben Liebesliedern, einem Lob auf die Musik und einer ausgelassenen Serenade nach einem Text von Abraham a Sancta Clara stehen Bauernlieder und die Kalendersprüche. Sie sind Ausdruck der Auseinandersetzung des Menschen mit der Natur – „seines Lebens mit ihr, seiner Ängste, Sorgen, Hoffnungen, seiner Freude und nicht zuletzt seiner Dankbarkeit für die lebenserhaltenden Gaben der Natur“.
Im Herbst 1940 wurde Distler als Professor für Chorleitung, Tonsatz, Komposition und Orgelspiel an die Berliner Staatliche Hochschule für Musik berufen und übersiedelte mit seiner Familie nach Strausberg bei Berlin. Der Berliner Theaterregisseur Jürgen Fehling beauftragte Distler im Herbst 1940 mit der Komposition einer Schauspielmusik zu Ludwig Tiecks Ritter Blaubart. Die Premiere sollte Silvester 1940 am Berliner Schillertheater stattfinden. Fehling strebte darüber hinaus eine ständige Zusammenarbeit mit Distler an; dieser sollte als Nächstes die Bühnenmusiken zu Grabbes Hannibal und zu Shakespeares König Lear schreiben. Heinrich George sollte in beiden Inszenierungen, wie schon im Blaubart, die Hauptrolle spielen. Nachdem die Proben zu Ritter Blaubart bereits begonnen hatten, wurde die Premiere in letzter Minute auf Januar verschoben und schließlich aufgrund eines Zerwürfnisses zwischen Fehling und dem Intendanten Heinrich George ganz abgesagt. Damit zerschlug sich Distlers langgehegte Hoffnung, „endlich einen Zugang zur Bühne und schließlich zur Oper zu finden“, wie er es in einem Brief an seine Angehörigen in Leipzig formulierte.
1941 und 1942 arbeitete Hugo Distler mit großer Energie und Hingabe an seinem letzten großen, 1939 begonnenen Projekt, dem Friedensoratorium Die Weltalter, in dessen selbstverfasstem Text er Bilder aus der griechischen Mythologie vom Goldenen Zeitalter mit dem Kassandra-Mythos (nach Aischylos’ Tragödie Agamemnon) verknüpfte. Er fügte seinem Text ein Fragment von Novalis bei, aus dem er einzelne Passagen direkt in seinen eigenen Oratorientext übernahm. Das Novalis-Fragment, das 1942 auch auf einem Flugblatt der Weißen Rose erschien, lautet:
„Es wird so lange Blut über Europa strömen, bis die Nationen ihren fürchterlichen Wahnsinn gewahr werden, der sie im Kreise herumtreibt, und von heiliger Musik getroffen und besänftigt zu ehemaligen Altären in bunter Vermischung treten, Werke des Friedens vornehmen und ein großes Friedensfest auf den rauchenden Walstätten mit heißen Tränen gefeiert wird. Nur die Religion kann Europa wieder aufwecken und das Völkerrecht sichern und die Christenheit mit neuer Herrlichkeit sichtbar auf Erden ihr altes, friedenstiftendes Amt installieren.“
Hugo Distler konnte noch vier Motetten aus den Weltaltern vollenden, brach aber die Arbeit an seinem Oratorium im September 1942 ab.
Im April 1942 übernahm Distler die Leitung des Berliner Staats- und Domchors und bezog eine Dienstwohnung in der Nähe des Doms in der Bauhofstraße 7. Um diese Zeit geriet er ins Visier der SS: Wie schon 1933 in Lübeck (als er mit den Chorjungen von St. Jakobi geistliche Chorwerke aus seinem Jahrkreis probte) behinderte und sabotierte die HJ auch jetzt wieder planmäßig seine kirchenmusikalische Arbeit, indem sie die Chorjungen des Domchors immer dann zum HJ-Dienst einbefahl, wenn Chorproben im Dom angesetzt waren. Hugo Distler suchte deswegen, zusammen mit einem Hochschulkollegen, den SS-Oberführer und HJ-Mann Karl Cerff in Berlin auf, der im Berliner „Kaiserhof“ auf einer ganzen Etage residierte. Entsetzt und tief entmutigt berichtete Distler seinem Freund, dem Komponisten Alfred Kreutz (1898–1960) am 17. August 1942 aus Ahlbeck:
„Inzwischen erlebe ich mit dem Berliner Staats- und Domchor Schwierigkeiten […] die HJ macht dauernd Scherereien wegen Freigabe der Knaben für den Dienst im Chor. Um dies zu klären, machte ich mir vergangenen Donnerstag die Mühe, eigens nach Bln. zu fahren, um mit unserem sehr geschickten stellvertretenden Hochschuldirektor Professor Rühlmann, zusammen den PG Cerf vom Hauptkulturamt der N.S.D.A.P. zu besuchen, den Rühlmann kannte. Ergebnis völlig negativ; erschütternder Eindruck; Cerf in meinem Alter, nach der Darstellung Rühlmanns einstmals Bankangestellter. Wir kamen überhaupt nicht zu Wort vor dem Hassgesang gegenüber der Kirche. Ich muß aber trotz allem sagen, dass ich über den Eindruck der Persönlichkeit dieses Mannes noch weit erschütterter gewesen bin denn über den (insgeheim erwarteten) negativen Erfolg. Ich gehe mit großem Grausen ins neue Semester. Man hat so viel organisatorische Arbeit, dass man zum Musizieren überhaupt nicht mehr kommt. Und schließlich scheitern alle Bemühungen an solchen nicht zu beseitigenden Schwierigkeiten. Vielleicht bist in dem Punkt Du sehr zu beneiden.“

### Tod

Berlin, Bauhofstraße 7, Hugo Distlers Dienstwohnung

Immer wieder erhielt Hugo Distler Gestellungsbefehle. Aber auch der sechste, vom 14. Oktober 1942, konnte abgewendet werden. Hugo Distler wurde vom Militärdienst befreit und wusste dies vor seinem Selbstmord. Am 1. November 1942 fuhr er von Strausberg nach Berlin, um den Gottesdienst im Dom noch einmal musikalisch zu begleiten. Danach begab er sich zu seiner Dienstwohnung in der Bauhofstraße 7. Dort setzte er seinem Leben ein Ende, indem er den Gasherd aufdrehte. Seine Frau fand ihn am späten Nachmittag tot unter dem Fenster, in der Hand ein kleines Foto seiner Familie. Auf dem Tisch lag ein Abschiedsbrief, in dem er sie um Verzeihung bat.
Motive für seinen Suizid könnten in seinem privaten und beruflichen Umfeld liegen. So hatte er in seiner Stuttgarter Zeit ein außereheliches Verhältnis, das er später in Berlin auflöste. Seine Frau verließ ihn dennoch mitsamt den Kindern. Eine seiner Orgelschülerinnen stürzte sich von der Kanzel in St. Jacobi in den Tod und Distler selbst fand sie tot auf. Auch gab es weitere Selbsttötungen in der Familie und unter Freunden. Der Komponist Paul Höffer schrieb über Distlers Tod am 3. November 1942 in sein Tagebuch:

„Es gibt deren viele, tägliche Selbstmorde sprechen Bände. Ein tragischer Fall, weil die angefangene Lebensarbeit eines hochbegabten auf Grund von Dingen abgebrochen wird, die er selbst nicht verschuldete. – Wie er sich wohl gequält hat, der arme Kerl, der noch außerdem hohe Verantwortung fühlte und ein gläubiger Christ war. – Aber er fand unsere Zeit zu schrecklich, zu traurig, eine Hölle, deren letzter Glut er sich nicht gewachsen fühlte. Der arme Kerl.“

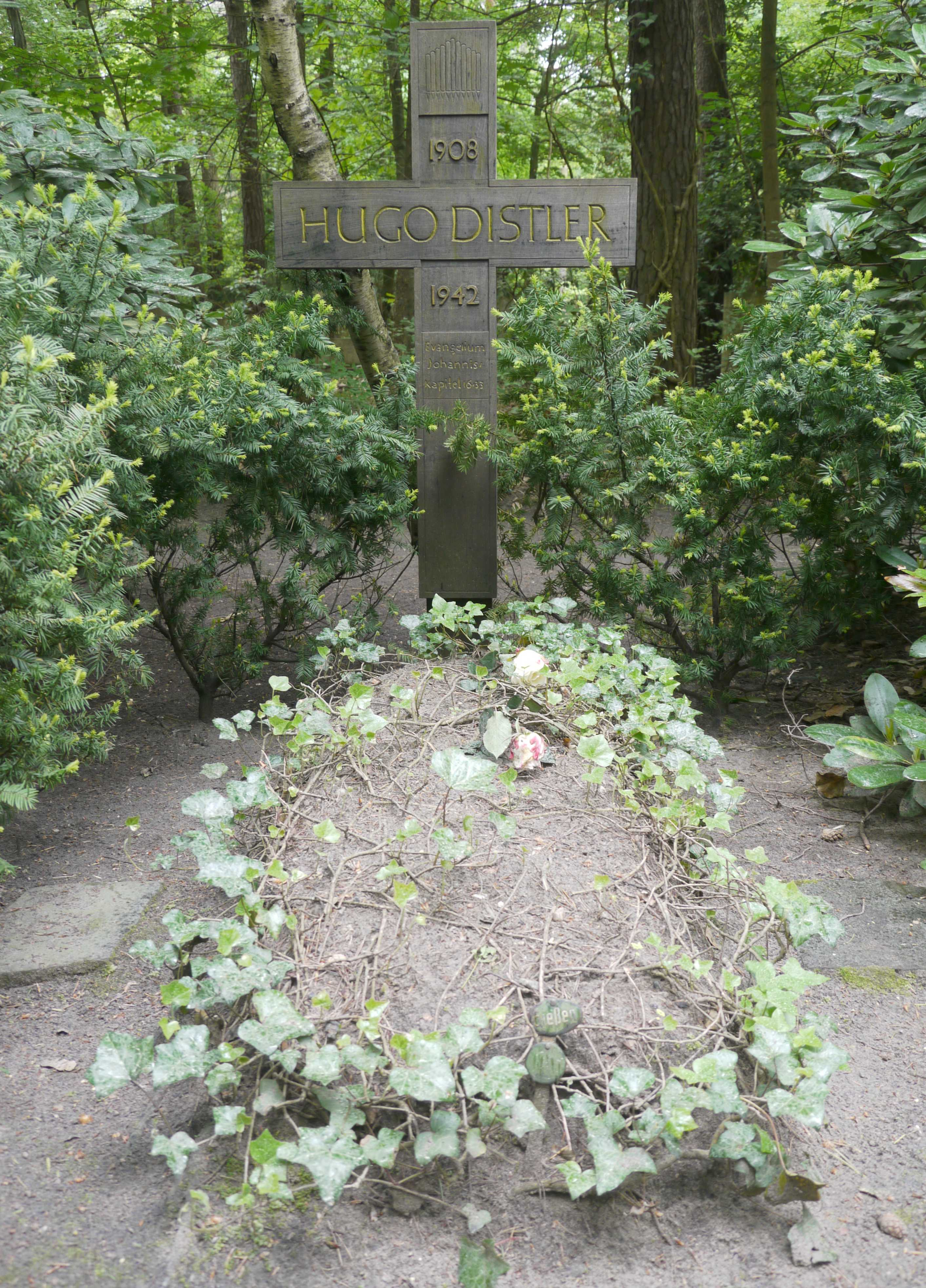
Grab von Hugo Distler auf dem Südwestkirchhof Stahnsdorf

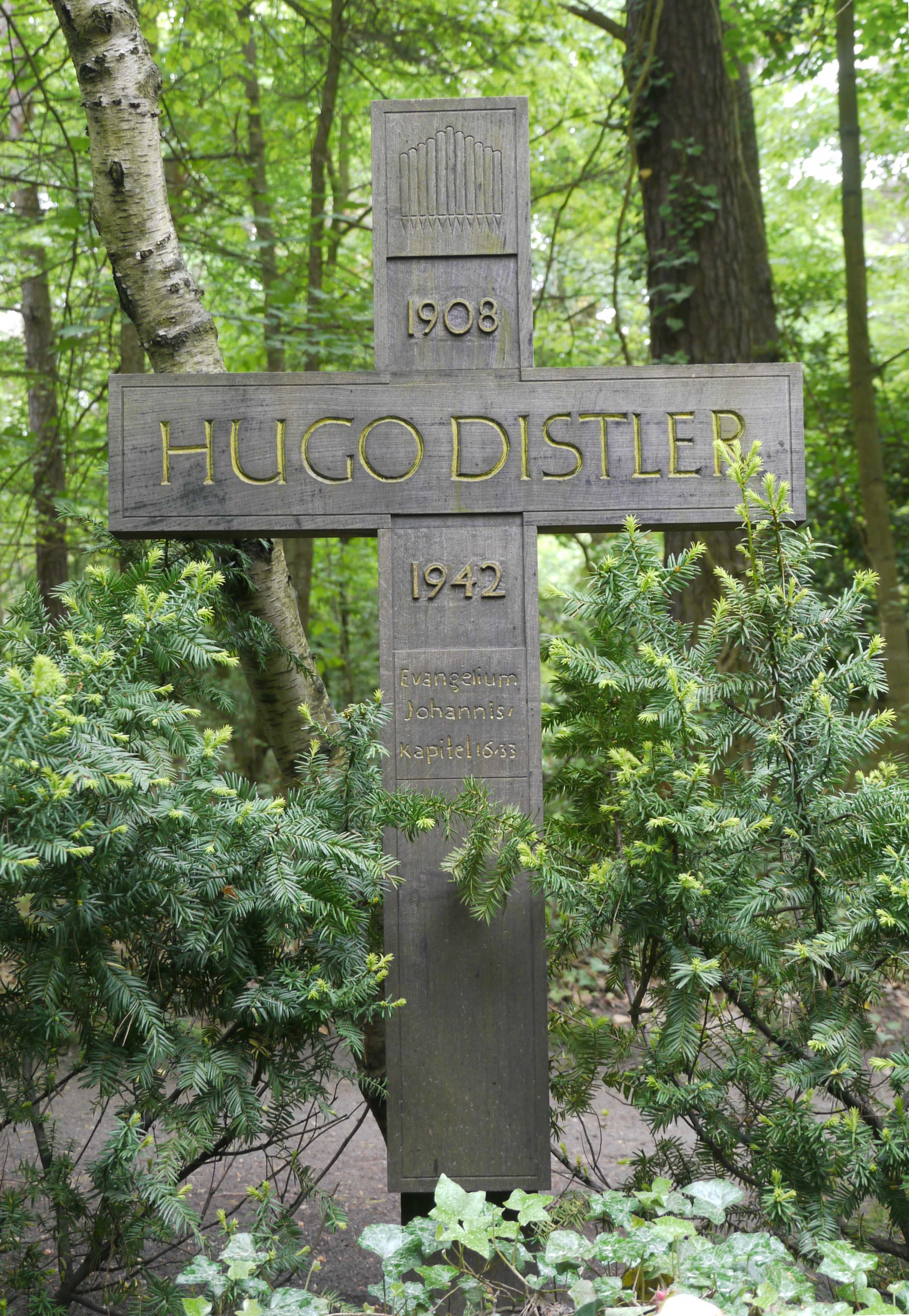
Grabkreuz von Hugo Distler

Seine Grabstätte befindet sich auf dem Südwestkirchhof Stahnsdorf im Block Reformation der Reformationskirchengemeinde, Feld 10, Gartenstelle 37. Sein Grabkreuz zitiert als Wahlspruch den Vers 16,33 aus dem Evangelium nach Johannes: Dies habe ich zu euch gesagt, damit ihr in mir Frieden habt. In der Welt seid ihr in Bedrängnis; aber habt Mut: Ich habe die Welt besiegt.

### Verhältnis zum Nationalsozialismus
Distler trat nach der Machtergreifung des NS-Regimes zum 1. Mai 1933 in die NSDAP ein (Mitgliedsnummer 2.806.768), ebenso der bereits erwähnte Bruno Grusnick (Mitgliedsnummer 2.813.570). Seine Biografin Barbara Distler-Harth schrieb, der Parteieintritt sei auf Anraten seiner Vorgesetzten und allein aus taktischen Gründen erfolgt. Eine Zeitzeugin schrieb: „In Lübeck schon wurde er zur Partei gekeilt, nur aus einem ängstlichen ‚Muß‘ kam er dazu. In seiner großen Sensibilität hat er sich darum sehr gequält.“ Dem steht entgegen, dass Distler auf einer Lübecker Postkarte bei einem Aufmarsch zum 1. Mai 1933 in vorderster Reihe zu sehen ist. Außerdem vertrat Distler in Vorträgen und Artikeln Positionen, die weitgehend deckungsgleich mit wichtigen Teilen der NS-Ideologie waren. So erschien am 5. Juni 1933 in den Lübecker Blättern folgendes Traktat von ihm:

„Das Kernproblem der großen, umwälzenden Geschehnisse unserer Tage besteht in der Wiederauslösung all der zum Teil verschütteten, immanenten Kräfte deutschen Volkstums zum Wohl der Nation. Ständische Neugliederung, Rückführung und Stärkung des Bauernstandes, bewusste Aufrechterhaltung der Selbständigkeit der geschichtlich gewordenen deutschen Teilstaaten, soweit ihre fernere Existenz eigenständige Berechtigung hat, Rassenpflege und gesunde Eugenik, politische Schulung der Jugend aus dem Geiste der großen Vergangenheit unseres Volkes, Ausmerzung alles volksfremden und volksfeindlichen Schrifttums, dagegen Vorkehrungen zur Erhaltung und Wiederbelebung alter Riten, Sitten und Gebräuche (Tracht, Heimatkunst, deutsches Sagen- und Märchengut, Volkslied und Volksspiel) - alle derartigen Anregungen und Maßnahmen sind der Gegenwart und Zukunft unseres Volkes dienstbar zu machen. Wenn wir von der Notwendigkeit der Erneuerung deutschen Volkstums auch aus dem Geiste seiner Musik überzeugt sind und sie bewusst betreiben, so ist es in allererster Linie das deutsche Volkslied, das uns Richtung und Ziel unserer Bestrebungen weist, da sich in ihm am eigentlichsten und sinnfälligsten das Volkstum schöpferisch auslebe und zu allen Zeiten ausleben muss.“

Im Mai 1933 hielt Distler in der Volkshochschule Lübeck einen Vortrag Der neue Musikwille in der Deutschen völkischen Erneuerungsbewegung. Auch in den Folgejahren versuchte er, sich dem System anzupassen. 1934 sagte er beispielsweise in einem Rundfunkvortrag über die Stellung und Aufgabe der jungen Musik in Deutschland: „Die neue Staatsidee muß prinzipiell jede Art künstlerischen Gestaltens ablehnen, die nicht dem Wollen und Empfinden – ganz einfach des Volksganzen [...] zugänglich wäre“. Im selben Jahr vertonte Distler „als Ergebenheitsmusik“ die Thingspiel-Kantate Ewiges Deutschland auf einen Text von Wolfram Brockmeier, die in der Kritik der gleichgeschalteten Presse positiv besprochen wurde, und ein Trutzlied Deutschland und Deutsch-Österreich auf einen Text von Hermann Harder. Für das NS-Freizeitprogramm Kraft durch Freude textete er unter dem Pseudonym Franz Bayer Drei Hymnen des deutschen Arbeiters und vertonte sie. Im Dezember 1935 schrieb Distler in einem Beitrag Vom Geiste der evangelischen Kirchenmusik: „Wer von uns Jungen hätte nicht die Größe der vaterländischen Ereignisse in den vergangenen Jahren miterlebt!“
1936 wurde Distlers Cembalokonzert von einigen Kritikern verrissen. Der Völkische Beobachter, die Parteizeitung der NSDAP, schrieb nach der Uraufführung am 29. April 1936 in Hamburg von der "ungewöhnlichen Stärke dieses jungen Lübecker Tonsetzers". Er müsse „heute schon zu den verheißungsvollsten Begabungen unserer Instrumentalmusik gezählt werden“ und habe „erstaunliches formales und technisches Können“.
Auch sein 1938 in Bonn uraufgeführtes weltliches Chorwerk Deutsche Kalendersprüche wurde ein Erfolg und sollte in Kassel wiederholt werden. Distler charakterisierte das Werk folgendermaßen: „... ein weltliches Chorwerk, ganz in der Linie dessen, was man heute will, ein Loblied auf das Bäuerliche Jahr“.
Dem Beginn des Zweiten Weltkriegs (laut Berichten von Verwandten nach Kriegsende) begegnete Distler mit Unverständnis und Kritik, betonte aber gleichzeitig: „Jedenfalls glaube ich an den reinsten, edelsten Willen unseres Führers und an die Unvergänglichkeit unseres über alles geliebten Vaterlandes. [...] ganz gewiß ist es unsere Pflicht, unsere Ehre zu verteidigen bis zum letzten Hauch, wie gestern Hitler sagte“. 1940 komponierte er das Kriegslied für Männerchor Morgen marschieren wir in Feindesland und weitere Beiträge für das Chorliederbuch der Wehrmacht.
Distlers Haltung gegenüber einzelnen Vertretern des NS-Staates wurde zunehmend kritischer. Im August 1942 schrieb er beispielsweise in einem Brief an Alfred Kreutz über seine Erfahrung mit dem SS-Oberführer und HJ-Mann Karl Cerff das weiter oben Zitierte. In demselben Brief äußerte er sich pessimistisch über die Zukunft: „Im übrigen wissen wir freilich überhaupt nicht, wie die Menschheit nach dem grausamen Krieg aussehen wird – davon schließlich wird alles abhängen. Wenn es so weitergeht wie bisher, dann zurück in die Einsamkeit [...] Solang heißt es halt aushalten. Aber es ist dafür gesorgt, daß einem dieses Aushalten so schwer gemacht wird wie möglich.“
Nach Distlers Freitod am 1. November 1942 gab es in der gleichgeschalteten Presse positive Nachrufe, zum Beispiel in der Zeitschrift Der Musikerzieher: „Das deutsche Musikleben hat durch den plötzlichen Tod des erst 34-jährigen Komponisten Hugo Distler einen schweren Verlust zu beklagen“.
Die verschiedenen divergierenden Berichte, Wertungen, Erzählungen und Legenden, die zu Hugo Distler vorliegen, sind am Ende auch zu konfrontieren mit nachweisbaren Tatsachen: Distlers berufliche Karriere verlief ungebrochen bis hin zu seiner Professur in Berlin ab Herbst 1940. Er war Mitglied im „NS-Dozenten- und Altherrenbund“ und ab Dezember 1937 Fachschaftsleiter in der Reichsmusikkammer, deren Aufgabe es unter anderem war, missliebige Komponisten und Kompositionen auszugrenzen.

## Werk
Distler ist vor allem als Komponist geistlicher und weltlicher Chormusik bekannt geworden. Zu seinen Chorwerken zählen:
- 1932: Choralpassion op. 7 für fünfstimmigen gemischten Chor und zwei Vorsänger
- 1933: Der Jahrkreis, 52 aus den Erfahrungen und Anforderungen der kirchenmusikalischen Praxis entstandene zwei- und dreistimmige Chormusiken
- 1933: Die Weihnachtsgeschichte op. 10 für gemischten Chor und vier Vorsänger
- 1935–1941: Geistliche Chormusik op. 12, eine Sammlung von neun Motetten für das Kirchenjahr, zu der als Nr. 2 auch der Totentanz zählt, der dem Totensonntag zugeordnet ist
- 1938/39: Mörike-Chorliederbuch

Darüber hinaus komponierte Distler Orgelmusik wie Partiten, Choralbearbeitungen und eine Sonate, zwei Cembalokonzerte (1930/32 und 1935) und Kammermusik. Er verfasste eine Funktionelle Harmonielehre (1940).
Distler ist der bedeutendste Vertreter der Erneuerungsbewegung der evangelischen Kirchenmusik nach 1920. Ihre Ziele und Ideale kommen in seiner Musik klar zum Ausdruck, wobei trotz beabsichtigter leichter Ausführbarkeit immer ein künstlerisch hohes Niveau gewahrt bleibt. Seine Vokalkompositionen erwachsen aus sanglichen, am menschlichen Atem orientierten Melodien, deren tonales Material oft aus modalen Tonleitern oder der Pentatonik entnommen ist.
Die abwechslungsreiche Rhythmik lehnt sich an Vorbilder aus Renaissance und Barock an, gestattet sich aber deutlich größere Freiheiten, die sich in Taktwechseln und häufigen Schwerpunktverschiebungen zeigen. Aus der Kombination metrisch und rhythmisch gegensätzlicher Einzelstimmen ergibt sich oft ein lebendiges polyphones und polyrhythmisches Geflecht.
Imitatorische Satztypen in Anlehnung an barocke Vorbilder sind häufig, wobei Distler enge Lagen und Stimmkreuzungen bevorzugt und so Klangwirkungen von sensibler Schlichtheit bis zu dramatischer Ausdruckskraft erreicht. Dabei ergeben sich neuartige Zusammenklänge, die stellenweise nur noch aus der horizontalen Stimmführung erklärbar, im Detail aber nicht mehr funktional deutbar sind.
Ein bedeutender Aspekt seiner Kompositionstätigkeit ist die musikalische Ausdeutung des Wortes. So schreibt er in seinem Aufsatz „Vom Geiste der neuen Evangelischen Chormusik“ 1935: „In der neuen deutschen Chormusik […] gewinnt das Wort eine neue und höhere Leibhaftigkeit, da wird der Wortgestaltung und -bändigung mit Besessenheit nachgegangen …“

## Werkverzeichnis

### Vokalmusik
- op. 2: Herzlich lieb hab ich dich, o Herr, Motette für 2 gemischte Chöre (1931)
- op. 3: Deutsche Choralmesse, für 6-stimmigen gemischten Chor (1932)
- op. 4: Kleine Adventsmusik, für Flöte, Oboe, Violine, Kammerchor, Orgel und Sprecher (1932)
- op. 5: Der Jahrkreis, 52 zwei- und dreistimmige Choral- und Schriftwortmotetten (1933)
- op. 6a: Christ, der du bist der helle Tag, kleine geistliche Abendmusik Nr. 1 für dreistimmigen Chor, 2 Violinen und B.c. (1933)
- op. 6b: 3 kleine Choralmotetten Nr. 2 für gemischten Chor (1933) (Es ist das Heil uns kommen her, Komm, Heiliger Geist, Herre Gott, Lobe den Herren).
- op. 7: Choralpassion nach den 4 Evangelien der Heiligen Schrift (1933)
- op. 8c: Kleine Choralbearbeitungen (1938)
- op. 9a: An die Natur, für 4-stimmigen Chor, Sopransolo und Streicher Nr. 1 (1933)
- op. 9b: Das Lied von der Glocke, für Solostimmen, Chor und Orchester (1934)
- op. 10 Die Weihnachtsgeschichte, für 4-stimmigen gem. Kammerchor und 4 Vorsänger (1933)
- op. 11: Wo Gott zu Haus nit gibt sein Gunst, Kantate (1935)
- op. 12: Geistliche Chormusik (1934–1941)
- op. 13: Liturgische Sätze
- op. 16: Neues Chorliederbuch (1936–1938)
- op. 17: Geistliche Konzerte für hohe Singstimme und Orgel (1938)
- op. 19: Mörike-Chorliederbuch (1939)
- op. 20a: Das Volkslied
- op. 21: Lied am Herde, Solokantate für Bariton und Klavier (1941)

Werke ohne Opuszahl:
- Luther-Kantate zur 400-Jahr-Feier der Einführung der Reformation (1931)
- Drei Lieder für Altstimme und Klavier (1931)
- Drei weltliche Chorlieder zu alten Texten in neuer Weise und neuem Satz (1931) I Weiß mir ein schönes Röslein für drei gemischte Stimmen II Bei meines Buhlen Haupte für drei Frauenstimmen
- Ewiges Deutschland, Weltliche Singspiel-Kantate für Sprecher, Chor und Orchester (1934)
- Deutschland und Deutsch-Österreich, einem Stamm entsprossen, für Männerchor (1934, auf einen Text von Hermann Harder, zuletzt abgedruckt in der Zeitschrift Lied und Volk 1938)[37]
- Kleine Sommerkantate für zwei Soprane und Streichquartett (1942)
- Ein Lied zum Mitsingen, für eine Singstimme und Klavier
- Der Mond ist aufgegangen, für einstimmigen Frauenchor, Violine, Viola und Oboe
- Vöglein Schwermut, für Männerchor
- Abendlied eines Reisenden, für Männerchor
- Gräßliche Ballade, für Männerchor

- Einzelne Motetten und Chorlieder:
  - Ach Herr, ich bin nicht wert
  - Christ fuhr gen Himme, Choralmotette (1930) OCLC 1258337013
  - Christum wir sollen loben schon
  - Der Tag hat sich geneiget
  - Die Sonne geht von hinnen
  - Es geht ein dunkle Wolk herein (1932, Digitalisat beim Münchener Digitalisierungszentrum der Bayerischen Staatsbibliothek)
  - Gott der Vater wohn bei uns
  - Gott ist unsre Zuversicht (1930) OCLC 1258334163
  - Heut triumphieret Gottes Sohn
  - Jesus Christus gestern und heute
  - Lobt Gott ihr Christen
  - Macht hoch die Tür
  - Nun freut euch, liebe Christen
  - Nun ruhen alle Wälder
  - O Heiland, reiß die Himmel auf
  - O Mensch, bewein dein Sünde groß
  - Vom Himmel hoch, o Englein kommt
  - Wacht auf, es tut Euch not
  - Wie schön leuchtet der Morgenstern

### Kammermusik
- op. 1: Konzertante Sonate für 2 Klaviere (1931)
- op. 14: Konzert für Cembalo und Streichorchester (1936)
- op. 15a: Sonate über alte deutsche Volkslieder für 2 Violinen und Klavier (1938)
- op. 15b: Elf kleine Klavierstücke für die Jugend
- op. 20b: Musik für 4 Streichinstrumente in Zwei Sätzen (1939)
- op. 20c: Konzertstück a-moll, für 2 Klaviere (1939)

Werke ohne Opuszahl:
- Kleine Sonate in C-Dur für Klavier (1927)
- Kammermusik für Flöte, Oboe, Violine, Viola, Violoncello und Klavier (1929)
- Konzert für Cembalo und 11 Soloinstrumente (1930–1932)
- Konzertstück für Klavier und Orchester (1937)

### Orgelwerke
- op. 8a: Nun komm der Heiden Heiland, Orgelpartita Nr. 1 (1933)
- op. 8b: Wachet auf, ruft uns die Stimme, Orgelpartita Nr. 2 (1935)
- op. 18a: 30 Spielstücke für die Kleinorgel oder andere Tasteninstrumente Nr. 1 (1938)
- op. 18b: Orgelsonate Nr. 2 (1939)

### Theoretisches Werk
- Funktionelle Harmonielehre, mit Beiheft: Lösung sämtlicher Aufgaben. 2 Hefte. Bärenreiter, Kassel [1941]

## Nachlass
Das Hugo-Distler-Archiv befindet sich in der Stadtbibliothek von Lübeck. Der Nachlass des Komponisten ging im August 2010 als Schenkung der Erben an die Bayerische Staatsbibliothek.

## Auszeichnungen und Widmungen

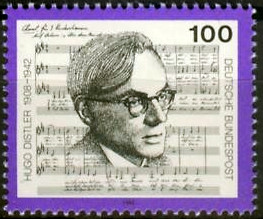
Sonderbriefmarke der Deutschen Bundespost zum 50. Todestag

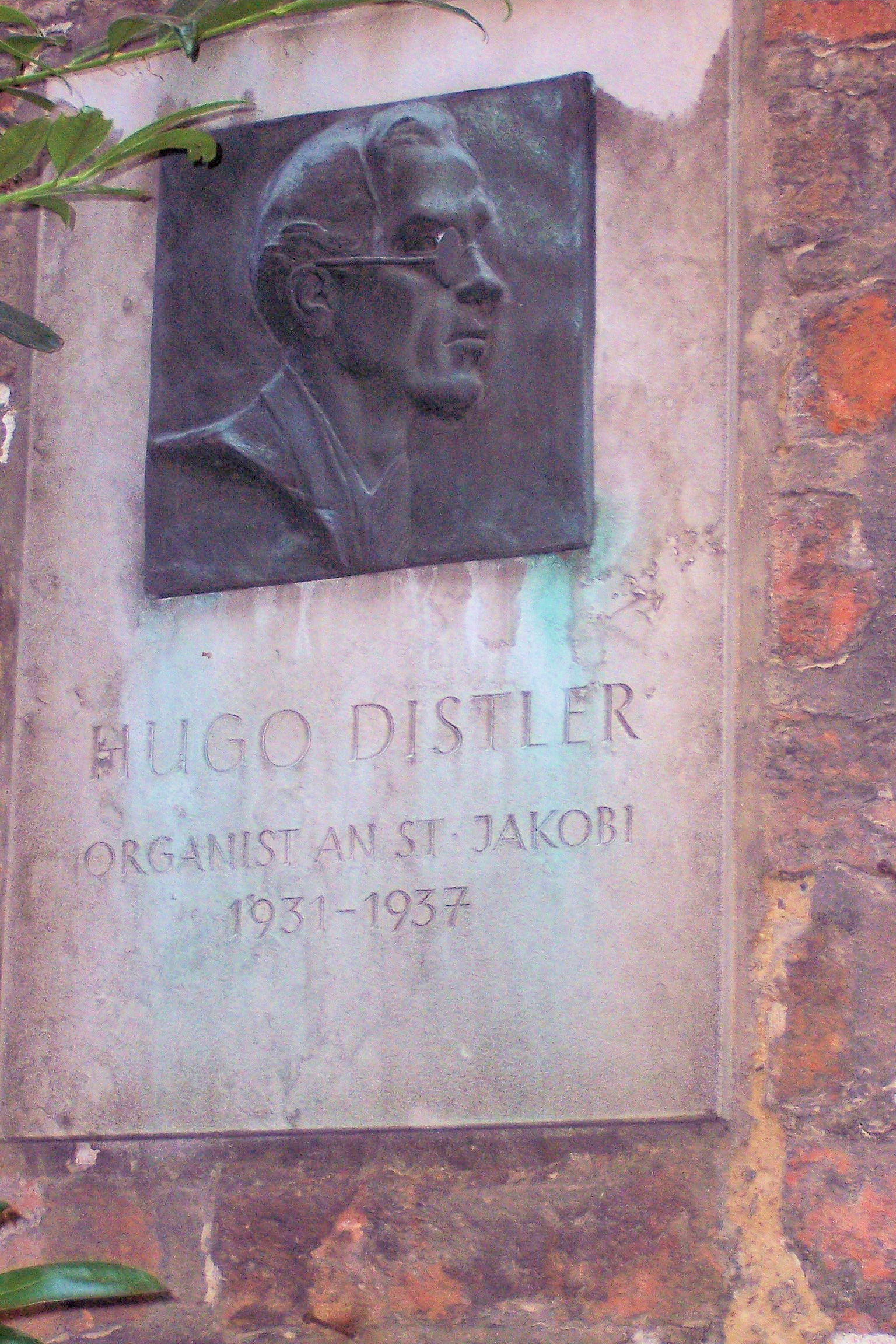
Gedenktafel am Organistenhaus der Lübecker Jakobikirche im Jakobikirchhof

- In Berlin besteht ein Hugo-Distler-Chor, in Wien bestand ein solcher in den 1980er und 1990er Jahren.
- Die Deutsche Bundespost brachte 1992 eine Briefmarke mit seinem Porträt heraus.
- Im Jahre 2000 wurde ein Asteroid nach ihm benannt: (11037) Distler.